# 奇台直隶会馆
奇台直隶会馆位于中华人民共和国新疆维吾尔自治区昌吉回族自治州奇台县奇台镇，修建于中华民国初年。奇台直隶会馆是由在古城（奇台）从商的以天津杨柳青人为主的直隶商人组织修建的会馆。现仅存一处砖木结构建筑，为新疆维吾尔自治区文物保护单位。

## 历史
左宗棠收复新疆时，大量天津杨柳青货郎跟随入疆军队做生意，被称为赶大营。新疆建省后，很多杨柳青货郎成为坐商，迪化（乌鲁木齐市）、伊犁、古城（奇台县）成为天津商帮的经济中心。以杨柳青商人为主，包含来自京、津、冀一带的商人于民国初年共同组建古城商会。民国三年（1914年），首任古城商会会长乔长福组织商会各商号捐资修建奇台直隶会馆。奇台直隶会馆建成后，成为古城商会维护自身利益、调节商业利益纠纷之所，有“古城商业根据地”之称。奇台直隶会馆作为会馆建筑一直延续至1950年代。1951年，中国人民解放军在奇台驻军，某部后勤驻扎于奇台直隶会馆。会馆建筑主要作为军属住宅，此地也归为军用。

## 建筑
奇台直隶会馆位于中华人民共和国新疆维吾尔自治区昌吉回族自治州奇台县奇台镇，北侧、西侧为空地，向南150米为甘肃会馆。
奇台直隶会馆原有主体建筑、北厅房、东西厢房、外大院等组成，现仅存主体建筑。奇台直隶会馆主体建筑是坐东朝西的砖木结构建筑。面积约254平方米，面阔五间（近18米），进深四间（14米有余）。建筑作勾连搭式联结，前殿为硬山卷棚顶，后殿为硬山顶，上铺青瓦，前置廊，屋顶曾改修过烟囱。梁架结构为六架梁、七架梁。南北侧为青砖墙，其他墙体由土坯砌筑，其中东西侧墙为原有墙体。内墙表面涂草泥浆和白灰。一些墙体上曾开有窗洞。正房梁存有彩绘，为蓝地黄色龙纹。正屋主梁正中绘有八卦图，右侧书“中华民国三年岁次甲寅阴历五月二十四日吉时 穀旦”。侧厅梁有“木作修造工人杨生财修立”“经理布施众会首仝等敬叩”等字。另存有奇台直隶会馆铜顶，上有铭文“天津文丰泰捐助”。

## 保护
1983年，曾对奇台直隶会馆修缮。1984年，奇台直隶会馆被列为奇台县文物保护单位。第二次全国文物普查时调查并建档，第三次全国文物普查被复查。2010年开始，奇台县将包括奇台直隶会馆在内的会馆、庙宇修缮及旅游开发项目作为重点建设项目。2014年，第七批新疆维吾尔自治区文物保护单位公布，奇台直隶会馆是近现代重要史迹及代表性建筑之一。